# Cantó de Limós

El cantó de Limós a l'Aude

El cantó de Limós és un cantó francès del departament de l'Aude, a la regió d'Occitània. Està inclòs al districte de Limós, té 23 municipis i el cap cantonal és Limós.

## Municipi
- Ajac
- Alet
- La Besòla
- Borièja
- Borijòla
- Castèlrenc
- Cépia
- Cornanèl
- Ladinha d'Amont
- Ladinha d'Aval
- Fèstas e Sant Andrieu
- Gajan e Viladieus
- Limós
- Lopian
- Magria
- Malràs
- Paulinha
- Piussa
- Sant Coat de Rasés
- Sant Martin de Vilareglan
- Torrelhas
- Verasan
- Vilalonga d'Aude